# Johann Franz Greippel

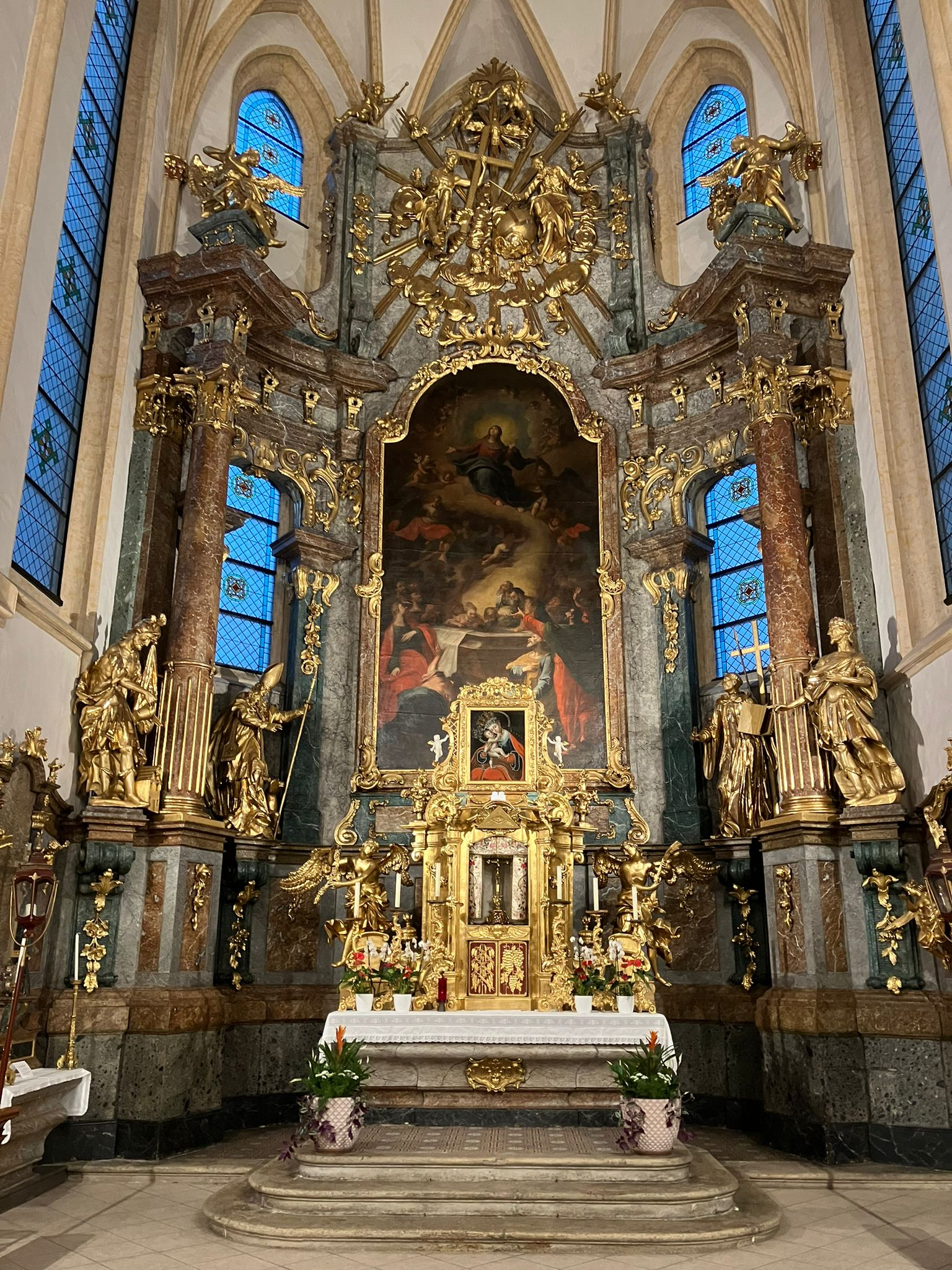
Hochaltarbild Stadtpfarrkirche Neunkirchen vermutlich mit Selbstporträt von Johann Franz Greippel

Johann Franz Greippel (auch Greipel) (* 1720 in Bennisch, Böhmen; † 1798 in Wien) war ein akademischer österreichischer Maler des späten Barocks.

## Leben
Johann Franz Kreippel wurde 1720 in Benisch oder Bennisch in Böhmen in Oberschlesien als jüngster Sohn des Zimmermanns Christian Greippel geboren und erlernte mit Unterstützung seines Onkels und Priesters Andreas Ignaz Greippel die Malerei. Sein Onkel Andreas Greippel war im nur wenige Kilometer entfernten Freudenthal als Pfarrer tätig.
Nach einer weiteren regionalen Ausbildung in der Malerei ist er ab 1744 Schüler an der Akademie der bildenden Künste Wien, damals „Kaiserlich Hof-Academie der Mahler-, Bild-Hauer und anderer freyen Künste“. Als J. F. Greippel in der Klasse der Antike (was der üblichen Ausbildung entspricht) beginnt, ist es die Zeit der großen österreichischen Barockmaler wie Michelangelo Unterberger, Paul Troger, die auch als Lehrende bzw. in leitender Funktion an der Akademie tätig waren. Insbesondere unter Paul Troger erfährt die Akademie eine besondere Blütezeit.
1765 gelingt es ihm, mit seinem Bild "Die Enthauptung des Johannes des Täufers" als Mitglied der Akademie aufgenommen zu werden. Dieses Bild wurde bei einem Luftangriff 1944/45 über Wien zerstört. Als akademischer Maler gehört Greippel nun zur führenden Schicht seiner Zunft, seine beiden Lehrer Michelangelo Unterberger und Paul Troger waren bereits verstorben. Greippel orientiert sich zeitlebens an den Werken seiner Meister.
1765 schafft er zwei großformatige Ölbilder für den kaiserlichen Hof, darstellend die Uraufführung der Oper "Il Parnaso confuso" von Christoph Willibald Gluck am 24. Jänner 1765 zur Hochzeit des Thronfolgers und späteren Kaisers Joseph II. in Schloss Schönbrunn. Beider Bilder hängen im Leopoldinischen Trakt der Wiener Hofburg.

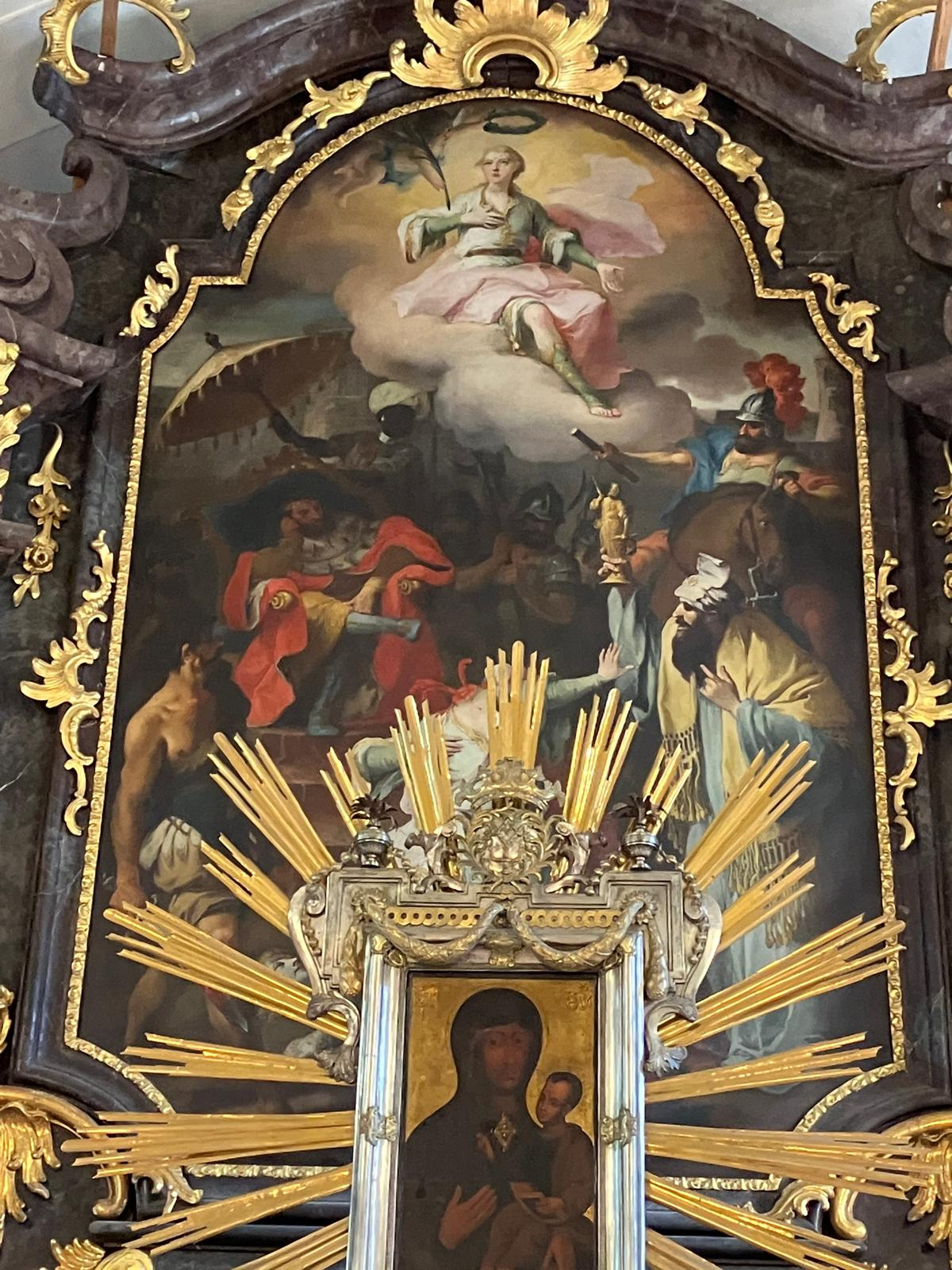
Hochaltarbild Pfarrkirche Asparn an der Zaya, St. Pankratius

Neben weiteren weltlichen und sakralen Bildern für den kaiserlichen Hof malt er in dieser Zeit 2 Altarbilder für die Pfarrkirche Asparn an der Zaya und stattete die neuerbaute Pfarrkirche in Merkersdorf, beide in Niederösterreich, mit Bildern und Fresken aus. 1768 schuf er das Hochaltarbild für die Stadtpfarrkirche Neunkirchen mit der Darstellung "Maria Aufnahme in den Himmel", welches 2024 restauriert wurde, da es beim Brand der Pfarrkirche Neunkirchen 1907 stark in Mitleidenschaft gezogen wurde.
In der Michaelerkirche Wien befindet sich auf dem Seitenaltar das Bild "Anna lehrt Maria das Lesen", das von J. F. Greippel stammt.
1770 verlagert sich durch die Vermittlung seines Bruders, der in Schlesien als Kaplan tätig war, in seine Heimat Schlesien, wo bei seinen Bildern eine langsame Orientierung zum Klassizismus festgestellt werden kann.
In den 1780er-Jahren bemüht er sich vergeblich um eine Professur an der Akademie der bildenden Künste Wien und hernach noch um eine Anstellung dort. Er erhält jedoch eine Pension aus dem "Künstler-Pensions-Institut". Erblindet stirbt F. J. Greippel 1798 in Wien.

## Werke
Bilder: 
- Pfarrkirche Asparn an der Zaya: Hochaltarbild St. Pankratius
- Pfarrkirche Merkersdorf: komplette Ausstattung mit Bildern und Fresken
- Stadtpfarrkirche Neunkirchen: Hochaltarbild mit der Darstellung "Maria Aufnahme in den Himmel"
- Michaelerkirche Wien: Seitenaltar mit dem Bild "Anna lehrt Maria das Lesen"